# Балтийская кольчатая нерпа
Балтийская кольчатая нерпа (лат. Pusa hispida botnica) — подвид кольчатой нерпы. Живёт в холодных регионах Балтийского моря, в частности у побережий: Швеции, Финляндии, Эстонии и России, изредка достигая Германии.
В Финском заливе осталось около 200 особей. Самые многочисленные лежки находятся на острове Хангелода.
Считается исчезающим подвидом. Занесён в Красную книгу природы Санкт-Петербурга.
Молодым балтийским кольчатым нерпам, найденным на берегу Финского залива, оказывается помощь в Центре реабилитации ластоногих, который находится в Репино.Интересные факты:умеют приостанавливать беременность в неблагоприятных условиях,но при этом эмбрион не погибает,а просто перестаёт развиваться